# Pseudoschinia elautalis
Pseudoschinia elautalis là một loài bướm đêm trong họ Crambidae.